# Brohltalbahn VT 50
Der Brohltalbahn VT 50 war ein vierachsiger schmalspuriger Triebwagen der Brohltalbahn. Er wurde 1926 von der Deutsche Werke Kiel AG in Kiel hergestellt und sollte den Betrieb der Gesellschaft rationalisieren.
Der Triebwagen wurde 1932 auf Holzgasantrieb und 1939 in einen Beiwagen umgebaut. Der Wagen ist heute noch vorhanden und wird bei der Gesellschaft als Vulkan-Expreß betrieben.

## Geschichte und Einsatz

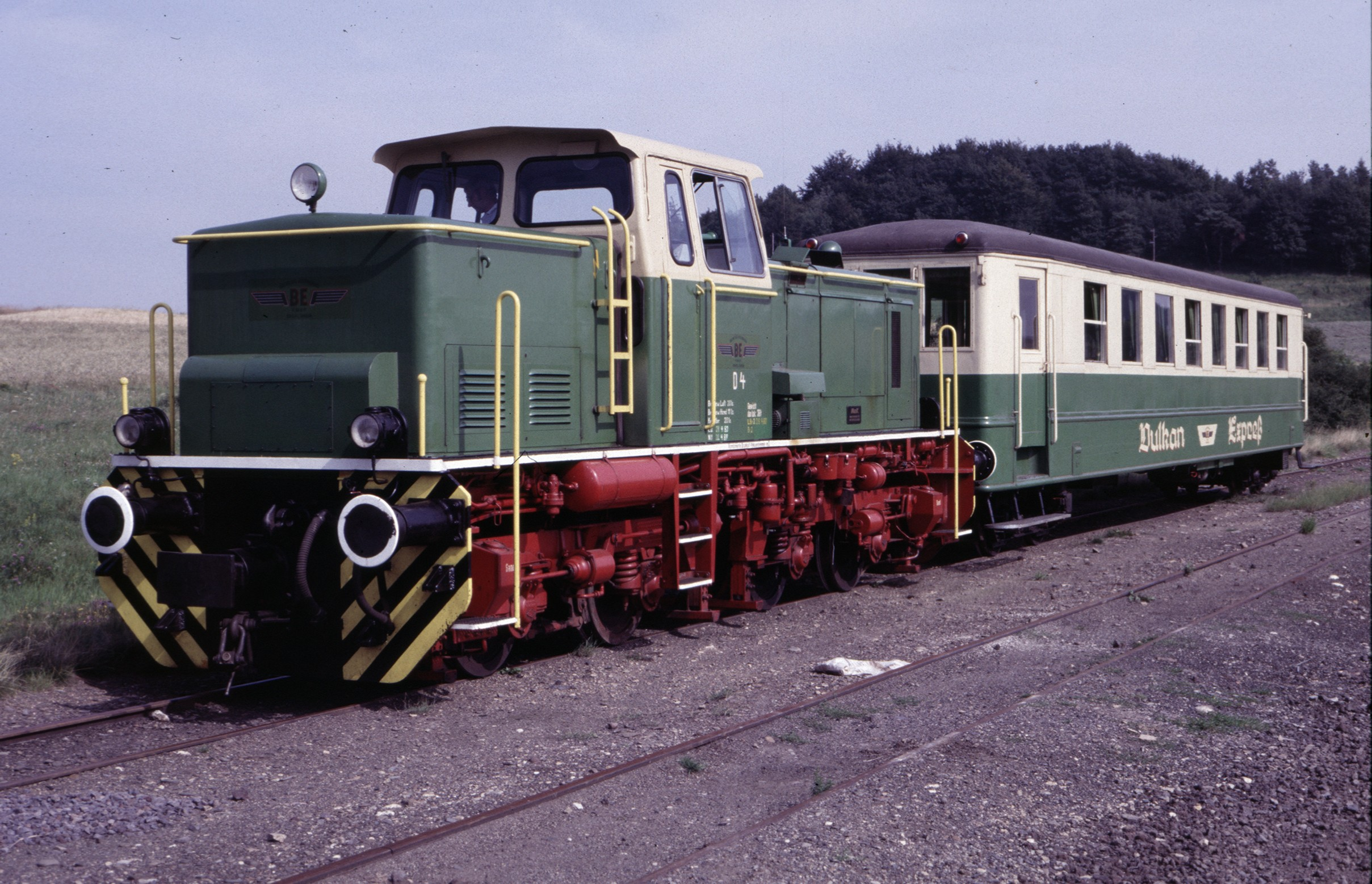
Der VB 50 als Vulkan-Express

Um den gemischten Verkehr auf ihrem Netz zu beenden, beschaffte die Brohltalbahn einen Triebwagen bei DWK in Kiel und bezeichnete ihn als VT 50. Mit dem Fahrzeug konnte der Personenverkehr artrein durchgeführt und die Fahrzeit auf der Brohltalbahn zwischen den Endpunkten halbiert werden.
Nach Aufkommen der Dieseltriebwagen war der VT 50 nicht mehr wirtschaftlich und wurde mit einem Holzvergaserkessel ausgerüstet. Dadurch konnte Kraftstoff eingespart und heimische Rohstoffe verwendet werden. Die Kosten für den Benzolbetrieb beliefen sich auf etwa 30 RM pro Betriebstag, sie konnten mit dem Holzvergaser auf 5,4 RM gesenkt werden. Bis 1934 hatte der Triebwagen seit seiner Indienststellung 430.000 Kilometer Fahrleistung erbracht. Vor dem Umbau soll der Verbrauch von Benzol bei 100 l/100 km Fahrt gelegen haben. Mit dem Zugang weiterer Triebwagen der Reihe KBE 305...311 und deren Umrüstung auf Dieselmotor bestand für den VT 50 keine Verwendung mehr. Durch Ausbau des Motors wurde er 1939 in einen Beiwagen umgebaut.
So blieb der Wagen bis zum Ende des regulären Personenzugdienstes 1961 im Einsatz. Mit der Lokomotive 11 sm war er im letzten Personenzug auf der Brohltalbahn eingesetzt. Der Wagen blieb erhalten und wurde als Streckenbereisungswagen verwendet.
Nachdem auf dem verbliebenen Streckenstück der Brohltalbahn 1977 erste Sonderfahrten mit dem Vulkan-Expreß durchgeführt wurden, wurde ab 1992 durch die Interessengemeinschaft Brohltal-Schmalspureisenbahn (IBS) dieses Angebot regelmäßig durchgeführt. Dafür wurde der VN 50 als Salonwagen umgebaut.

## Konstruktive Merkmale
Der Triebwagen gehörte zur DWK-Modellreihe V. Bei dieser Modellreihe wurde zum ersten Mal bei DWK-Triebwagen die gesamte Maschinenanlage, mitsamt ihrem muldenförmigen Maschinentragrahmen im Mittelpunkt der Drehgestelle, in den Spurpfannen gelagert. Ein Austausch der Maschinenanlage konnte ohne Anheben des Wagenkastens durchgeführt werden. Dazu war die Maschinenanlage durch Abheben von Klappen frei zugänglich und austauschbar. Der Wagenkasten war in Ganzstahlbauweise als Nietkonstruktion hergestellt und hatte die typische Kopfform der Wagen von DWK. Er stützte sich über Schraubenfedern auf den Wiegebalken der Drehgestelle ab. Das Untergestell trägt das Kastengerippe, welches mit zwei Millimeter starken Blechen verkleidet ist. Sämtliche Blechverbindungen sind genietet. Die Innengestaltung wurde aus Sperrholz ausgeführt.
Der Ottomotor übertrug seine Leistung über eine mit Fußbetätigung zu bedienende Trockenkupplung auf ein Vierganggetriebe. Dieses wurde mechanisch mit Zahnradverschiebungen geschaltet und ermöglichte in den einzelnen Gängen die Geschwindigkeiten bis 35 km/h. Die inneren Radsätze jedes Drehgestells wurden über Gelenkwellen und Achsgetriebe angetrieben. Die Radsätze waren in Rollenlagern gelagert.
Für die Wasserkühlung waren auf dem Dach mehrere Lamellenkühler angeordnet. Die Beheizung des Fahrgastraumes erfolgte durch das Motorkühlwasser. Ebenfalls auf dem Dach war der Brennstoffbehälter. Die Zuführung des Brennstoffes zum Vergaser erfolgte über geschützte Rohrleitungen durch das natürliche Gefälle.